# Crazy Balloon
Crazy Balloon (クレイジーバルーン?, Kureijī Barūn) è un videogioco rompicapo per arcade sviluppato e pubblicato dalla Taito nel 1980. È incluso nelle raccolte Taito Memories Gekan, Taito Legends 2, Taito Legends Power-Up e Taito Memories Pocket; in queste ultime due è presente anche un remake portante lo stesso nome.
Un vero primo remake di questo titolo uscì nel 2000 per PlayStation col nome Crazy Balloon 2000, come parte dell'antologia SuperLite 1500 Series di Success.

## Modalità di gioco
In Crazy Balloon viene controllato un quadrato con legato un palloncino, quest'ultimo oscillante a destra e a sinistra, all'interno di un labirinto pieno di punte stellate. Qualsiasi contatto con esse, sia con il palloncino che con il quadrato stesso, lo fa distruggere o scoppiare. Usando un joystick a quattro direzioni, il giocatore muove l'oggetto attraverso il labirinto e verso il traguardo ("Goal"), assicurandosi che il palloncino eviti le punte.
Vengono accumulati punti man mano che si avvicina all'obiettivo (andare indietro non li fa guadagnare). Alcune aree del labirinto sono colorate di verde e viola e il giocatore guadagna più punti se il quadrato attraversa l'area in sicurezza. Sebbene non ci siano limiti di tempo, il giocatore non può aspettare a lungo; in caso contrario, appare un profilo facciale che soffia il palloncino facendolo finire negli spuntoni.
Man mano che il giocatore completa i livelli, le singole punte o anche l'intero labirinto possono iniziare a muoversi o scorrere. E pure il palloncino inizia ad oscillare velocemente.

## Musica
Ouverture di due classici arrangiati ad 8-bit sono ascoltabili in Crazy Balloon. Il primo, Oh! Susanna quando comincia un livello, l'altro, Toreador dopo avere perduto una vita.